# Saison 2025 de l'équipe cycliste féminine Visma-Lease a Bike
La saison 2025 de l'équipe féminine Visma | Lease a Bike est cinquième de la formation.

## Préparation de la saison

### Partenaires et matériel de l'équipe
Les sponsors Visma (logiciel de gestion comptable) et Lease a bike (location de vélo en leasing) continuent de soutenir l'équipe, comme la saison précédente.
Les vélos sont fournis par Cervélo avec des transmissions SRAM. L'équipementier textile est toujours Yellow B..

### Arrivées et départs
L'équipe enregistre deux départs seulement, Riejanne Markus et Anna Henderson, qui partent toutes les deux pour Lidl-Trek.
Au niveau des recrutements, l’intersaison est surtout marquée par le retour sur la route de Pauline Ferrand-Prévot, tout juste auréolée du titre olympique à Paris 2024 en VTT cross-country, après plusieurs saisons uniquement en  VTT. La sprinteuse Italienne Martina Fidanza rejoint également l'équipe néerlandaise.
Enfin, l'équipe mise aussi sur la jeunesse d'une part avec la Française Marion Bunel qui a réalisé une prometteuse première saison espoir chez St Michel-Mavic-Auber93, remportant le tour de l'avenir. Ainsi qu'avec les deux néopros Viktória Chladoňová et Imogen Wolff, toutes deux présentes sur des podiums mondiaux route, piste ou cyclocross au cours de leurs saisons junior.
| Arrivées               | Équipe 2024             |
| ---------------------- | ----------------------- |
| Marion Bunel           | St Michel-Mavic-Auber93 |
| Viktória Chladoňová    | néopro                  |
| Pauline Ferrand-Prévot | Ineos Grenadiers        |
| Martina Fidanza        | Ceratizit-WNT           |
| Imogen Wolff           | néopro                  |

| Départs         | Équipe 2024 |
| --------------- | ----------- |
| Riejanne Markus | Lidl-Trek   |
| Anna Henderson  | Lidl-Trek   |

### Effectifs
| Effectif 2025            | Effectif 2025     | Effectif 2025 | Effectif 2025                    |
| Cycliste                 | Date de naissance | Pays          | Équipe précédente                |
| ------------------------ | ----------------- | ------------- | -------------------------------- |
| Carlijn Achtereekte      | 29 janvier 1990   | Pays-Bas      |                                  |
| Marion Bunel             | 7 octobre 2004    | France        | St Michel-Mavic-Auber 93 (2024)  |
| Viktória Chladoňová      | 15 novembre 2006  | Slovaquie     |                                  |
| Femke de Vries           | 16 avril 1994     | Pays-Bas      | GT Krush Rebellease (2024)       |
| Pauline Ferrand-Prévot   | 10 février 1992   | France        |                                  |
| Martina Fidanza          | 5 novembre 1999   | Italie        | Ceratizit-WNT Pro Cycling (2024) |
| Mijntje Geurts           | 25 octobre 2003   | Pays-Bas      | Lotto Dstny Ladies (2023)        |
| Lieke Nooijen            | 20 juillet 2001   | Pays-Bas      | Parkhotel Valkenburg (2023)      |
| Maud Oudeman             | 29 septembre 2003 | Pays-Bas      | Canyon-SRAM Racing (2022)        |
| Rosita Reijnhout         | 8 avril 2004      | Pays-Bas      |                                  |
| Linda Riedmann           | 23 mars 2003      | Allemagne     |                                  |
| Eva van Agt              | 18 mars 1997      | Pays-Bas      | Le Col-Wahoo (2022)              |
| Fem van Empel            | 3 septembre 2002  | Pays-Bas      | Pauwels Sauzen-Bingoal (2022)    |
| Nienke Veenhoven         | 20 mars 2004      | Pays-Bas      |                                  |
| Margaux Vigié            | 21 juillet 1995   | France        | Lifeplus Wahoo (2023)            |
| Sophie von Berswordt     | 21 mai 1996       | Pays-Bas      |                                  |
| Marianne Vos             | 13 mai 1987       | Pays-Bas      | CCC-Liv (2020)                   |
| Imogen Wolff             | 26 mars 2006      | Royaume-Uni   | Shibden Apex RT (2024)           |
|                          |                   |               |                                  |
| Source : ProCyclingStats |                   |               |                                  |

### Encadrement
Rutger Tijssen est le directeur général et un des directeurs sportifs adjoints. Le directeur sportif est Jan Boven, assisté de Michal Szyszkowski.

## Victoires

### Sur route
| Victoires | Victoires                                     | Victoires  | Victoires | Victoires              | Victoires |
| Date      | Course                                        | Pays       | Classe    | Vainqueur              |           |
| --------- | --------------------------------------------- | ---------- | --------- | ---------------------- | --------- |
| 8 mars    | 3e étape du Tour d'Estrémadure                | Espagne    | 2.1       | Imogen Wolff           |           |
| 12 avr.   | Paris-Roubaix                                 | France     | 1.WWT     | Pauline Ferrand-Prévot |           |
| 4 mai     | Festival Elsy Jacobs à Luxembourg             | Luxembourg | 1.1       | Martina Fidanza        |           |
| 5 mai     | 2e étape du Tour d'Espagne                    | Espagne    | 2.WWT     | Marianne Vos           |           |
| 9 mai     | 6e étape du Tour d'Espagne                    | Espagne    | 2.WWT     | Marianne Vos           |           |
| 11 mai    | Trofee Maarten Wynants                        | Belgique   | 1.1       | Martina Fidanza        |           |
| 26 juin   | Championnats de Slovaquie du contre-la-montre | Slovaquie  | CN        | Viktória Chladoňová    |           |
| 28 juin   | Championnat de Slovaquie sur route            | Slovaquie  | CN        | Viktória Chladoňová    |           |

### Résultats sur les courses majeures

#### Grands tours
| Grand tour            | Tour d'Espagne                 | Tour d'Italie             | Tour de France |
| --------------------- | ------------------------------ | ------------------------- | -------------- |
| Coureuse (classement) | Marion Bunel (24e)             | Viktória Chladoňová (16e) |                |
| Accessits             | 2 étapes Classement par points | -                         | 1 étape        |

## Classement mondial
| Classement UCI | Classement UCI | Classement UCI | Classement UCI |
| Coureur        | Coureur        | Pays           | Points         |
| -------------- | -------------- | -------------- | -------------- |